# لیدی شور (۱۷۹۳)
لیدی شور (۱۷۹۳) (به انگلیسی: Lady Shore (1793)) یک کشتی است. این کشتی در سال ۱۷۹۳ ساخته شد.